# Segunda División de Chile 1957
Segunda División de Chile 1957 var 1957 års säsong av den nationella näst högsta divisionen för fotboll i Chile. Den vanns av Deportes La Serena som i och med segern gick upp i Primera División (den högsta divisionen).

## Tabell
|  |     | Lag                  | Poäng | M  | V  | O  | F  | GM | IM | MSK |
|  | --- | -------------------- | ----- | -- | -- | -- | -- | -- | -- | --- |
|  | 1.  | Santiago Morning     | 36    | 27 | 14 | 8  | 5  | 53 | 27 | +26 |
|  | 2.  | Deportes La Serena   | 36    | 27 | 15 | 6  | 6  | 57 | 31 | +26 |
|  | 3.  | Unión La Calera      | 31    | 27 | 10 | 11 | 6  | 51 | 36 | +15 |
|  | 4.  | Alianza              | 28    | 27 | 9  | 10 | 8  | 37 | 34 | +3  |
|  | 5.  | San Bernardo Central | 27    | 27 | 8  | 11 | 8  | 34 | 43 | -9  |
|  | 6.  | Trasandino           | 25    | 27 | 9  | 7  | 11 | 42 | 49 | -7  |
|  | 7.  | San Fernando         | 24    | 27 | 7  | 10 | 10 | 36 | 41 | -5  |
|  | 8.  | Iberia               | 22    | 27 | 8  | 6  | 13 | 36 | 49 | -13 |
|  | 9.  | UTE                  | 21    | 27 | 6  | 9  | 12 | 33 | 57 | -24 |
|  | 10. | Lister Rossel        | 20    | 27 | 6  | 8  | 13 | 33 | 45 | -12 |

|  | Kvalificerade för finalspel. |

## Final
Deportes La Serena och Santiago Morning spelade finalspelet då båda lagen fick samma antal poäng på den första och andra platsen i Segunda División 1957, vilket innebar att en skiljematch behövdes (hänsyn togs inte till målskillnad i tabellen). Deportes La Serena vann med 3-2 och blev uppflyttade till Primera División som segrare av Segunda División 1957.
|  | 22 december 1957 | Deportes La Serena | 1–0 | Santiago Morning | Estadio Municipal, Quillota |  |
|  |                  |                    |     |                  |                             |  |
|  |                  |                    |     |                  |                             |  |
|  |                  |                    |     |                  |                             |  |